# Chewing Gum (Annie)
Chewing Gum è il terzo singolo della cantante norvegese Annie, incluso nel disco Anniemal.

## Classifiche
| Chart (2004)             | Peak position |
| ------------------------ | ------------- |
| Australian Singles Chart | 46            |
| Norwegian Singles Chart  | 8             |
| Swedish Singles Chart    | 31            |
| Official Singles Chart   | 25            |